# Retirada de producto
Una retirada de producto es una petición para devolver al fabricante un lote o toda una serie de un producto, por lo general debido al descubrimiento de cuestiones de seguridad o un defecto.
La retirada es un esfuerzo para limitar la responsabilidad de las empresas por negligencia (que puede causar sanciones legales costosas) y para mejorar o evitar daños en publicidad. Las retiradas son costosas para la empresa, ya que a menudo implican la sustitución del producto retirado del mercado o el pago de los daños causados por su uso, aunque posiblemente es menos costosa que los costes indirectos causados por el daño a la marca y en la reducción en la confianza en el fabricante.[cita requerida]
Las leyes de protección al consumidor de un país tendrán requisitos específicos en relación con la retirada de productos. Tales regulaciones pueden incluir la cantidad del gasto que el fabricante tendrá que soportar, situaciones en las que la retirada es obligatorio (por lo general debido a que el riesgo es lo suficientemente grande), sanciones por no retirada o realización de la retirada por los servicios públicos con cargo al fabricante. La empresa también puede iniciar una retirada voluntaria, tal vez sometidos a las mismas normas, como si la retirada fuera obligatoria.[cita requerida]